# Zastava Namibije
Zastava Namibije usvojena je 21. ožujka 1990. godine, kad je Namibija postala neovisnom državom.
Boje na zastavi uzete su sa zastave SWAPO-a (South West African People's Organization; Jugozapadna afrička narodna organizacija), pokreta koji se borio za neovisnost. Zastava postoji od 1971., a njezine boje plava, crvena i zelena glavne su boje Ovambo naroda, najbrojnije etničke grupe.